# Balsatræ
Balsatræ (Ochroma lagopus synonym: O. pyramidale) er en meget let træart, som blandt andet bruges til at bygge modelfly af.
Balsa er et hurtigtvoksende stedsegrønt træ, der kan blive op til 30 meter højt. I områder med længerevarende tørkeperioder vil balsa dog være løvfældende.
Balsa har en massefylde på mellem 100-200 kg/m³ og typisk omkring 140 kg/m³, hvilket er omkring en trediedel af hvad almindelige træarters massefylde er.
Balsatræ og lindetræ er to af de stærkeste træarter, når der tages hensyn til massen (og massefylden).
Ordet balsa er spansk for tømmerflåde, og træets anvendes i overensstemmelse hermed bl.a. til fremstilling af tømmerflåder. Denne anvendelse skyldes ikke mindst balsatræets eminente opdriftsevne. Da nordmanden Thor Heyerdahl i 1947 forsøgte at overbevise videnskaben om at Stillehavets øer kunne være beboet af mennesker, der var kommet dertil med tømmerflåder fra Sydamerika, anvendte han balsatræ til bygning af sit tømmerflådefartøj Kon-Tiki. Stik imod den da fremherskende opfattelse holdt tømmerflåden til sejladsen, som blev en stor succes for Thor Heyerdahl, skønt han ikke rent umiddelbart opnåede den videnskabelige anerkendelse han tragtede efter.
Balsatræ er et populært materiale til bygning af modelfly med. Det er let, og er så blødt, at det er nemt at arbejde med simple håndværktøjer. For små dele, er et barberblad eller skalpel nok.

## Bemærkelsesværdige anvendelser
- De Havilland Mosquito var bygget af balsatræ og krydsfinér.
- Chevrolet Corvettes "gulv" var lavet af balsatræ og kulfiber.
- Thor Heyerdahls tømmerflåde Kon-Tiki var bygget af balsatømmer.
- Olav Heyerdahls tømmerflåde Tangaroa var bygget af balsatømmer.[2][3]